# Маккарті (острів)
Маккарті — острів в  Гамбії, на річці  Гамбія. Розташований приблизно в 272 км від гирла річки. На острові розташовано місто Джанджабурех, що є другим за величиною містом в країні. МакКартні має популярність серед любителів дикої природи. Також на ньому розташована найбільша в Гамбії в'язниця.

## Історія
Острів був вперше відкритий європейцями в XV століття. У XIX столітті внаслідок воєн між місцевими племенами, це був вже недієздатний торговий пост. Згодом острів МакКарті використовувався британцями як військовий гарнізон для захисту торговців. У 1832 році на острові було засновано місто Джорджтаун, згодом перейменований в Джанджабурех. Поступово місто перетворилося в адміністративний і економічний центр країни.